# Doris Mackinnon
Doris Mackinnon, née à Aberdeen le 30 septembre 1883 et morte le 10 septembre 1956, est une protozoologiste britannique, professeure de zoologie au King's College de Londres.

## Biographie
Son père, Lachlan Mackinnon, avocat et agent consulaire de France et de Belgique, est un scientifique amateur, intéressé par la botanique, l'ornithologie et l'astronomie. Sa mère, Théodora Thompson Mackinnon, est d'origine anglaise,. Doris Mackinnon est encouragée par Maria Gordon, une géologue écossaise qui l'encourage à se lancer dans des études scientifiques.
Elle fait ses études de botanique et de géologie à l'université d'Aberdeen, où elle obtient son diplôme de licence en 1906. Elle bénéficie d'une bourse Carnegie (en), octroyée par le fonds créé par le philanthrope Andrew Carnegie, pour soutenir les études doctorales d'étudiants écossais et peut poursuivre ses études à l'étranger pendant deux ans, d'abord à Munich, dans le laboratoire du zoologiste allemand Richard Hertwig, spécialiste des protozoaires, puis avec Fred Vlès, à la station biologique de Roscoff en Bretagne et enfin à Cambridge, auprès de George Nuttall, lui aussi spécialiste des protozoaires. À son retour en 1908, elle travaille une année comme assistante à l'université d'Aberdeen, puis elle est nommée l'année suivante assistante au collège universitaire de Dundee, où elle prépare sa thèse de doctorat, intitulée « Studies on protozoa », qu'elle soutient en 1914 à l'université d'Aberdeen. Elle est nommée maître de conférence au collège universitaire de Dundee en 1916. Sa carrière universitaire est interrompue par la Première Guerre mondiale, durant laquelle elle participe à l'effort de guerre dans les hôpitaux militaires de Liverpool et Southampton, au service du ministère de la Guerre. Elle utilise sa connaissance de la protozoologie pour aider à diagnostiquer la dysenterie amibienne et d'autres infections, deux formes de Shigella dysenteriae et Kiyoshi Shiga pour le ministère de la Guerre Elle revient à Dundee en 1918, où elle occupe durant quelques mois les fonctions de responsable intérimaire du département de zoologie après le départ du professeur titulaire, D'Arcy Thompson.
En 1919, elle est nommée au King's College à Londres, d'abord comme chargée de cours, puis comme maître de conférences en 1921 et enfin comme professeure en 1927. Elle accomplit le reste de sa carrière dans cette institution, jusqu'à sa retraite académique en 1949. Elle meurt d'un accident vasculaire cérébral, le 10 septembre 1956.
Mackinnon a publié plus de 40 articles académiques, principalement sur les parasites des espèces de protozoaires (en particulier les Flagellata et Apicomplexa). Après sa retraite, elle rédige un manuel sur les protozoaires, achevé après sa mort par R.S.J. Hawes, et publié sous l'intitulé Introduction to the Study of Protozoa (1961).

## Distinctions
- 1943 : docteure honoris causa (LL.D) de l'université d'Aberdeen, remis lors du cinquantième anniversaire de la première admission d'étudiantes[8]
- Membre de la Linnean Society of London et membre du comité de la société[9].

## Publications

### Ouvrages
- The Animal's World, 1936, 2e éd. 1950.
- D. L. Mackinnon et R. S. J. Hawes, An introduction to the study of protozoa, Oxford, Clarendon Press, 1961 (lire en ligne)

### Articles
- « The optical properties of the contractile elements in heliozoa », The Journal of Physiology, 38 (4): 254–258, 1909 DOI 10.1113/jphysiol.1909.sp001301. PMC 1533641 PMID 16992949.
- « Note on two new Flagellate Parasites in Fleas—Herpetomonas ctenophthalmi, n. sp., and Crithidia hystrighopsyllae, n. sp », Parasitology, 2 (3): 288–296, 1909 DOI 10.1017/S0031182000001736.
- « Observations on the Effect of Various Chemical Reagents on the Morphology of Spirochaetes », Parasitology, 2 (3): 281–287, 1909 DOI 10.1017/S0031182000001724.
- « Observations on the Division of Spirochaetes », Parasitology, 2 (3): 267–280, 1909 DOI 10.1017/S0031182000001712.
- « Herpetomonads from the Alimentary Tract of certain Dung-Flies » Parasitology, 3 (3): 255–274, 1910 DOI 10.1017/S0031182000002080.
- « New Protist Parasites from the Intestine of Trichoptera », Parasitology 3 (3): 245–254, 1910 DOI 10.1017/S0031182000002079.
- « On some more protozoan parasites from Trichoptera », Parasitology, 4 (1): 28–38, 1911 DOI 10.1017/S0031182000002432.
- « Protists Parasitic in the Larva of the Crane-Fly, Tipula sp », Parasitology 5 (3): 175–189, 1912. DOI 10.1017/S0031182000000275.
- « Studies on Parasitic Protozoa, III (a). Notes on the Flagellate Embadomonas. (b.) The Multiplication Cysts of a Trichomastigine », Quarterly Journal of Microscopical Science, 61 (1): 105–118, 1915.
- « Studies on Parasitic Protozoa », Journal of Cell Science, 2 (61): 105–118, 1915.
- avec J. W. W. Stephens, « A Preliminary Statement on the Treatment of Entamoeba histolytica Infections by "Alcresta Ipecac" », Annals of Tropical Medicine and Parasitology, 10 (4): 397–410, 1917 DOI 10.1080/00034983.1917.11684120.
- avec Henry F. Carter, J.R. Matthews; A. Malins Smith, « Protozoological Investigation of Cases of Dysentery conducted at the Liverpool School of Tropical Medicine. (Second Report) ». Annals of Tropical Medicine and Parasitology. 11 (1): 27–68, 1917.
- Warrington, Yorke; Carter, Henry F.; Mackinnon, D. L.; Matthews, J.R.; Smith, A.Malins, « Persons who have never been out of Great Britain as Carriers of Entamoeba histolytica », Annals of Tropical Medicine and Parasitology, 11 (1): 87–90, 1917.
- avec D. Ines Adams, « Notes on Sporozara Parasitic in Tubifex ». Journal of Cell Science, 2 (68): 187–210, 1924.
- « A Coccidian from the eggs of Thalassema neptuni Gaertner », Parasitology, 29 (4): 457–468, 1937 DOI 10.1017/S0031182000024999.
- avec Nada E. Phillips, « Observations on a monocystid gregarine, Apolocystis elongata n.sp., in the seminal vesicles of Eisenia foetida (Sav.) », Parasitology, 37 (2): 65–74, 1946 DOI 10.1017/S0031182000013172.

### Traductions de l'allemand vers l'anglais
- 1926 : Jacob von Uexküll, Theoretische Biologie
- 1929 : Paul Mies, Beethoven's Sketches: an Analysis of his Style, Based on his Sketchbook ((de) Die Bedeutung der Skizzen Beethovens zur Erkenntnis seines Stiles